# Gerda Muller
Gerda Muller (7 de septiembre de 1936) es una esgrimista venezolana. Compitió en el evento individual de florete en Juegos Olímpicos de Helsinki 1952.